# Silvino Louro
Silvino de Almeida Louro était un footballeur portugais né le 5 mars 1959 à Setúbal. Il évoluait au poste de gardien de but.
Il est actuellement un des entraîneurs adjoints de Manchester United.

## Biographie
Silvino a principalement joué en faveur du Vitória Setubal et du Benfica Lisbonne.
Au cours de sa carrière il a reçu 23 sélections en équipe du Portugal et a remporté six championnats du Portugal.
Il a disputé un total de 401 matchs en Liga Sagres (1re division portugaise), ce qui fait de lui l'un des joueurs les plus expérimentés de ce championnat.
En 2016, il quitte Chelsea pour rejoindre José Mourinho à Manchester United.

## Carrière
| Saison    | Club              | Montant | Division | Matches | Buts |
| --------- | ----------------- | ------- | -------- | ------- | ---- |
| 1976-1977 | Vitória Setubal   |         | I        | 0       | 0    |
| 1977-1978 | Vitória Setubal   |         | I        | 0       | 0    |
| 1978-1979 | Vitória Setubal   |         | I        | 28      | 0    |
| 1979-1980 | Vitória Setubal   |         | I        | 29      | 0    |
| 1980-1981 | Vitória Setubal   |         | I        | 5       | 0    |
| 1981-1982 | Vitória Setubal   |         | I        | 2       | 0    |
| 1982-1983 | Vitoria Guimarães |         | I        | 30      | 0    |
| 1983-1984 | Vitoria Guimarães |         | I        | 16      | 0    |
| 1984-1985 | Benfica Lisbonne  |         | I        | 0       | 0    |
| 1985-1986 | Deportivo Aves    |         | I        | 28      | 0    |
| 1986-1987 | Benfica Lisbonne  |         | I        | 28      | 0    |
| 1987-1988 | Benfica Lisbonne  |         | I        | 38      | 0    |
| 1988-1989 | Benfica Lisbonne  |         | I        | 38      | 0    |
| 1989-1990 | Benfica Lisbonne  |         | I        | 33      | 0    |
| 1990-1991 | Benfica Lisbonne  |         | I        | 17      | 0    |
| 1991-1992 | Benfica Lisbonne  |         | I        | 1       | 0    |
| 1992-1993 | Benfica Lisbonne  |         | I        | 28      | 0    |
| 1993-1994 | Benfica Lisbonne  |         | I        | 1       | 0    |
| 1994-1995 | Vitória Setubal   |         | I        | 32      | 0    |
| 1995-1996 | FC Porto          |         | I        | 5       | 0    |
| 1996-1997 | FC Porto          |         | I        | 8       | 0    |
| 1997-1998 | SC Salgueiros     |         | I        | 34      | 0    |
| 1998-1999 | SC Salgueiros     |         | I        | 0       | 0    |
| 1999-2000 | SC Salgueiros     |         | I        | 0       | 0    |

## Palmarès
- 23 sélections avec l'équipe du Portugal entre 1983 et 1997
- Champion du Portugal en 1987, 1989, 1991 et 1994 avec Benfica; 1996 et 1997 avec le FC Porto
- Vainqueur de la Coupe du Portugal en 1987 et 1993 avec Benfica
- Vainqueur de la Supercoupe du Portugal en 1989 avec Benfica et en 1996 avec le FC Porto
- Finaliste de la Coupe d'Europe des Clubs Champions en 1988 et 1990 avec le Benfica Lisbonne